# Ford CVH motor
A CVH (Compound Valve angle Hemispherical combustion chamber) motort a Ford hatéves fejlesztés után 1980-ban, a 3. generációs Escortban mutatta be. 1983-tól az Orionban, később a Sierrában és a második generációs Fiesta-ban is helyet kapott. Az amerikai piacra szánt darabokat Dearbornban, az Európában felhasznált erőforrásokat Bridgendben (Wales) gyártották. Újdonságnak számított, hogy ez volt az első motor Európában, amely hidraulikus szelepemelőket (hidrotőkéket) tartalmazott.
Viszonylag könnyű módosíthatósága, tuningolhatósága miatt az 1.6-os változat az 1980-as, 90-es években nagy népszerűségre tett szert, a különböző - nagyobb teljesítmény elérésére alkalmas - alkatrészek még a mai napig is nagy választékban elérhetők.

## A CVH hengerfej

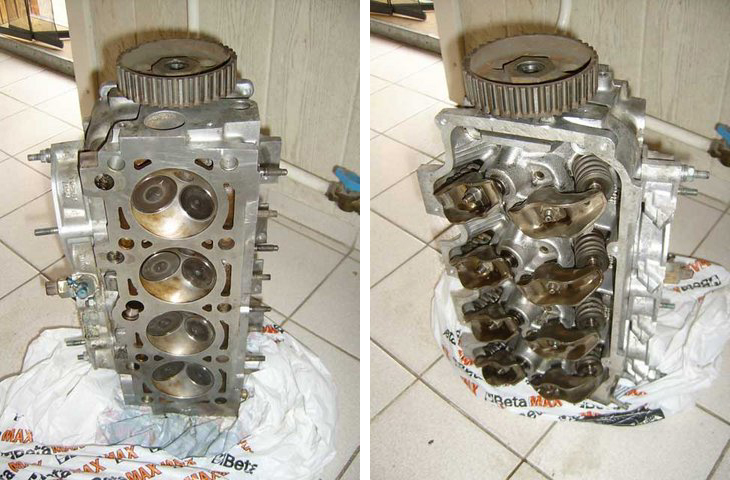
Ford CVH hengerfej

A CVH motor elnevezését a hengerfejben található égéstér alakjáról kapta. Ennek a kialakításnak köszönhetően a szelepek (és a szívó-, illetve kipufogócsatornák) egymással szemben helyezhetők el, így jobb áramlási viszonyok érhetők el, mint az egymás mellett elhelyezett szelepek esetén. A gyújtógyertya a két szelep között, az égéstér közepén kapott helyet.
A szelepek vezérlését a hengerfejben középen elhelyezett vezérműtengely hidrotőkéken és szelephimbákon keresztül végzi (kivétel a Ford Escort RS1600i, amelyben mechanikus szelepemelők vannak).

## Általános jellemzők
Elrendezés: soros, 4 hengeres, keresztben beépített (kivéve Sierra)

Szelepvezérlés: felülvezérelt, felül-szelepelt, egy vezérműtengely a hengerfejben

Motorblokk: öntöttvas, 5 helyen csapágyazott főtengely

Hengerfej: alumínium

Gyújtási sorrend: 1-3-4-2 (1. henger a vezérműszíj felől)

## Motorváltozatok

### 1.1
Kevés példányban készült, az ezzel szereltek autók Európában csak Anglián kívül kerültek forgalomba.

### 1.3
Eredetileg mind az amerikai, mind az európai piacon tervezték a bevezetését, néhány hónappal a sorozatgyártás megkezdése előtt az USA változatot törölték, az ottani vásárlói igényhez mérten túl kis teljesítménye miatt.

### 1.4
Az 1.3 változatot váltotta az 1986-os modellévtől.

### 1.6
A normál modellek mellett a Fiesta XR2, Escort XR3 és XR3i, valamint az Escort RS1600i erőforrása.

### 1.6 Turbo
Az 1.6 szívó motor egy átdolgozott változata, 8.3:1 sűrítési aránnyal, 132LE teljesítménnyel. Az Escort RS Turboba Bosch KE-Jetronic, a Fiesta RS Turboba EFI befecskendező-rendszerrel került beszerelésre.

### 1.8
Kizárólag a Sierrába építették, a többi alkalmazástól eltérően hosszirányban elhelyezve.

### 1.9
1986-tól 1996-ig használták az amerikai Escortban.

### 2.0
Az amerikai Escortba 1997-től szerelték, majd 2004-ig a Focus LX/SE 4 ajtós és kombi változatában is megtalálható volt.

## Motor adatok
| CVH                                             |       |       |       |       |       |       |                            |       |
|                                                 | 1.1   | 1.3   | 1.4   | 1.6   | 1.6T  | 1.8   | 1.9                        | 2.0   |
| Hengerűrtartalom: (cm3)                         | 1117  | 1296  | 1392  | 1597  | 1597  | 1796  | 1901                       | 1999  |
| Kompresszióviszony:                             | n. a. | 9.5:1 | 9.5:1 | 9.5:1 | 8.3:1 | 9.5:1 | 8.7:1 (1986) 9.0:1 (1987-) | 9.2:1 |
| Furat: (mm)                                     | n. a. | 79.96 | 77.24 | 79.96 | 79.96 | 86.20 | 82.00                      | 84.80 |
| Löket: (mm)                                     | n. a. | 64.52 | 74.30 | 79.52 | 79.52 | 76.95 | 88.00                      | 88.00 |
| Forrás: Rebuilding and Tuning Ford's CVH Engine |       |       |       |       |       |       |                            |       |

## Különbségek az 1.6 és az 1.6 turbo motorok között
Bár az 1.6 motorok alapjaiban ugyanazok, mégis van néhány különbség a szívó és a feltöltött változatok között. Az RS Turbo motor eltérései a szívó változathoz képest:
- Alacsonyabb kompresszió (melyet lapos dugattyútető kialakítással értek el a Turbos változatnál)
- Fordított működésű a KE-jetronic befecskendező rendszer torlólap működése (Turbosnál fentről, Szívóvál alulról szív friss levegőt)
- Vastagabb legfelső dugattyúgyűrű
- Más hengerfejtömítés
- Visszafolyócső a turbóból távozó olajnak, a blokkon kialakítva